# Keith Fahey
Keith Fahey (Dublín, Irlanda, 15 de enero de 1983) es un exfutbolista irlandés que jugaba de centrocampista.
Tras retirarse en 2015 debido a problemas físicos, en 2017 regresó al Bluebell United F. C. Unos meses después, decidió retirarse de manera definitiva.

## Selección nacional
Fue internacional con la selección de fútbol de Irlanda en 16 ocasiones en las que anotó tres goles.

### Participaciones en Copas del Mundo
| Mundial                               | Sede                   | Resultado        |
| ------------------------------------- | ---------------------- | ---------------- |
| Copa Mundial de Fútbol Sub-20 de 2003 | Emiratos Árabes Unidos | Octavos de final |

## Clubes
| Club                        | País       | Año       |
| --------------------------- | ---------- | --------- |
| Aston Villa F. C.           | Inglaterra | 2002      |
| Bluebell United F. C.       | Irlanda    | 2003      |
| St Patrick's Athletic F. C. | Irlanda    | 2003-2005 |
| Drogheda United F. C.       | Irlanda    | 2005-2006 |
| St Patrick's Athletic F. C. | Irlanda    | 2006-2008 |
| Birmingham City F. C.       | Inglaterra | 2009-2013 |
| St Patrick's Athletic F. C. | Irlanda    | 2014      |
| Shamrock Rovers F. C.       | Irlanda    | 2015      |
| Bluebell United F. C.       | Irlanda    | 2017      |